# Эффект охвата
Эффект охвата (англ. economies of scope) — снижение затрат на единицу продукции за счёт совместного производства двух или более продуктов.

## Определение
По мнению П. Кита и Ф. Янга эффект охвата — это снижение издержек фирмы на единицу продукции за счёт совместного, а не раздельного производства двух или более продуктов (товаров или услуг).

## Эффект охвата и эффект масштаба
Эффект охвата связан с эффектом масштаба, так как развитие более чем одного направления бизнеса требует от предприятия наличия определённых масштабов производства, а создание нового направления бизнеса увеличивает масштабы его производства.